# أوزكان يشار
أوزكان يشار (بالهولندية: Özcan Yaşar) هو لاعب كرة قدم هولندي، ولد في 13 يناير 2002. لعب مع نادي أوترخت.